# César a la millor música original
El César a la millor música original (en francès: César de la meilleure musique originale és un premi cinematogràfic francès entregat des de 1976 per l'Acadèmia de les Arts i Tècniques del Cinema de França (en francès: Académie des arts et techniques du cinéma).

## Palmarès
- Font: Pàgina oficial del premi.

### Dècada del 1970
| Any                             | Títol original                 | Títol en català                        | Compositor   | Pais |
| ------------------------------- | ------------------------------ | -------------------------------------- | ------------ | ---- |
| 1976                            |                                |                                        |              |      |
| Le vieux fusil                  | El vell fusell                 | François de Roubaix                    | França       |      |
| India song                      | India Song                     | Carlos d'Alessio                       | Argentina    |      |
| Que la fête commence            | -                              | Philippe D'Orléans i Antoine Duhamel   | França       |      |
| Un linceul n'a pas de poches    | -                              | Paul de Senneville i Olivier Toussaint | França       |      |
| 1977                            |                                |                                        |              |      |
| Barocco / Le Juge et l'Assassin | Barocco / El jutge i l'assassí | Philippe Sarde                         | França       |      |
| À nous les petites anglaises    | Les petites angleses           | Mort Shuman                            | Estats Units |      |
| Le Grand Escogriffe             | -                              | Georges Delerue                        | França       |      |
| Je t'aime moi non plus          | -                              | Serge Gainsbourg                       | França       |      |
| Police python 357               | Police Python 357              | Georges Delerue                        | França       |      |
| 1978                            |                                |                                        |              |      |
| Providence                      | Providence                     | Miklós Rózsa                           | Hongria      |      |
| L'animal                        | -                              | Vladimir Cosma                         | Romania      |      |
| Bilitis                         | -                              | Francis Lai                            | França       |      |
| Le crabe-tambour                | Le Crabe-Tambour               | Philippe Sarde                         | França       |      |
| 1979                            |                                |                                        |              |      |
| Préparez vos mouchoirs          | -                              | Georges Delerue                        | França       |      |
| La Chanson de Roland            | -                              | Antoine Duhamel                        | França       |      |
| Une histoire simple             | -                              | Philippe Sarde                         | França       |      |
| Violette Nozière                | Violette Nozière               | Pierre Jansen                          | França       |      |

### Dècada de 1980
| Any                         | Títol original            | Títol en català                                | Compositor     | Pais |
| --------------------------- | ------------------------- | ---------------------------------------------- | -------------- | ---- |
| 1980                        |                           |                                                |                |      |
| L'amour en fuite            | -                         | Georges Delerue                                | França         |      |
| La dérobade                 | -                         | Vladimir Cosma                                 | Romania        |      |
| I comme Icare               | -                         | Ennio Morricone                                | Itàlia         |      |
| Tess                        | Tess                      | Philippe Sarde                                 | França         |      |
| 1981                        |                           |                                                |                |      |
| Le dernier métro            | L'últim metro             | Georges Delerue                                | França         |      |
| Atlantic City               | Atlantic City             | Michel Legrand                                 | França         |      |
| Je vous aime                | -                         | Serge Gainsbourg                               | França         |      |
| La Mort en direct           | -                         | Antoine Duhamel                                | França         |      |
| 1982                        |                           |                                                |                |      |
| Diva                        | Diva                      | Vladimir Cosma                                 | Romania        |      |
| La guerre du feu            | La recerca del foc        | Philippe Sarde                                 | França         |      |
| Le professionnel            | -                         | Ennio Morricone                                | Itàlia         |      |
| Les uns et les autres       | -                         | Francis Lai i Michel Legrand                   | França         |      |
| 1983                        |                           |                                                |                |      |
| Le retour de Martin Guerre  | -                         | Michel Portal                                  | França         |      |
| La boum 2                   | -                         | Vladimir Cosma i Francis Lai                   | Romania França |      |
| La Passante du Sans-Souci   | -                         | Georges Delerue                                | França         |      |
| Une chambre en ville        | Una habitació a la ciutat | Michel Colombier                               | França         |      |
| 1984                        |                           |                                                |                |      |
| Le bal                      | La sala de ball           | Vladimir Cosma                                 | Romania        |      |
| Equateur                    | -                         | Serge Gainsbourg                               | França         |      |
| L'été meurtrier             | -                         | Georges Delerue                                | França         |      |
| Tchao pantin                | -                         | Charlélie Couture                              | França         |      |
| 1985                        |                           |                                                |                |      |
| Les cavaliers de l'orage    | -                         | Michel Portal                                  | França         |      |
| L'amour à mort              | L'amor fins al final      | Hans Werner Henze                              | França         |      |
| Paroles et musique          | -                         | Michel Legrand                                 | França         |      |
| Rue barbare                 | -                         | Bernard Lavilliers                             | França         |      |
| 1986                        |                           |                                                |                |      |
| Tangos, l'exil de Gardel    | -                         | José Luis Castiñeira de Dios i Astor Piazzolla | Argentina      |      |
| Bras de fer                 | -                         | Michel Portal                                  | França         |      |
| On ne meurt que deux fois   | -                         | Claude Bolling                                 | França         |      |
| Subway                      | Subway                    | Éric Serra                                     | França         |      |
| 1987                        |                           |                                                |                |      |
| Autour de minuit            | Al voltant de mitjanit    | Herbie Hancock                                 | Estats Units   |      |
| 37°2 le matin               | -                         | Gabriel Yared                                  | Líban          |      |
| Jean de Florette            | -                         | Jean-Claude Petit                              | França         |      |
| Tenue de soirée             | -                         | Serge Gainsbourg                               | França         |      |
| 1988                        |                           |                                                |                |      |
| Champ d'honneur             | -                         | Michel Portal                                  | França         |      |
| Agent trouble               | -                         | Gabriel Yared                                  | Líban          |      |
| Les innocents               | Les innocents             | Philippe Sarde                                 | França         |      |
| 1989                        |                           |                                                |                |      |
| Le grand bleu               | El gran blau              | Éric Serra                                     | França         |      |
| Camille Claudel             | -                         | Gabriel Yared                                  | Líban          |      |
| Itinéraire d'un enfant gâté | -                         | Francis Lai                                    | França         |      |

### Dècada de 1990
| Any                                           | Títol original              | Títol en català                                        | Compositor           | Pais |
| --------------------------------------------- | --------------------------- | ------------------------------------------------------ | -------------------- | ---- |
| 1990                                          |                             |                                                        |                      |      |
| La vie et rien d'autre                        | La vida i res més           | Oswald d'Andréa                                        | França               |      |
| Monsieur Hire                                 | -                           | Michael Nyman                                          | Regne Unit           |      |
| Un monde sans pitié                           | -                           | Gérard Torikian                                        | França               |      |
| 1991                                          |                             |                                                        |                      |      |
| Cyrano de Bergerac                            | Cyrano de Bergerac          | Jean-Claude Petit                                      | França               |      |
| La Gloire de mon père / Le Chateau de ma mère | La glòria del meu pare / -  | Vladimir Cosma                                         | Romania              |      |
| Nikita                                        | Nikita                      | Éric Serra                                             | França               |      |
| 1992                                          |                             |                                                        |                      |      |
| Tous les matins du monde                      | Tots els matins del món     | Jordi Savall i Bernadet                                | Catalunya            |      |
| Delicatessen                                  | Delicatessen                | Carlos d'Alessio                                       | Argentina            |      |
| La double vie de Véronique                    | La doble vida de Véronique  | Zbigniew Preisner                                      | Polònia              |      |
| Mayrig                                        | -                           | Jean-Claude Petit                                      | França               |      |
| 1993                                          |                             |                                                        |                      |      |
| L'amant                                       | -                           | Gabriel Yared                                          | Líban                |      |
| Dien Bien Phu                                 | Diên Biên Phu               | Georges Delerue                                        | França               |      |
| Indochine                                     | Indoxina                    | Patrick Doyle                                          | Escòcia              |      |
| Les nuits fauves                              | -                           | René-Marc Bini                                         | França               |      |
| 1994                                          |                             |                                                        |                      |      |
| Un, deux, trois, soleil                       | -                           | Khaled                                                 | Algèria              |      |
| Bleu                                          | Tres colors: Blau           | Zbigniew Preisner                                      | Polònia              |      |
| Germinal                                      | Germinal                    | Jean-Louis Roques                                      | França               |      |
| Les Visiteurs                                 | -                           | Eric Lévi                                              | França               |      |
| 1995                                          |                             |                                                        |                      |      |
| Rouge                                         | Tres colors: Vermell        | Zbigniew Preisner                                      | Polònia              |      |
| La fille de d'Artagnan                        | La filla de d'Artagnan      | Philippe Sarde                                         | França               |      |
| Léon                                          | El professional             | Éric Serra                                             | França               |      |
| La reine Margot                               | La reina Margot             | Goran Bregović                                         | Bòsnia i Hercegovina |      |
| 1996                                          |                             |                                                        |                      |      |
| Elisa                                         | Elisa                       | Michel Colombier, Serge Gainsbourg i Zbigniew Preisner | França Polònia       |      |
| La cité des enfants perdus                    | La ciutat dels nens perduts | Angelo Badalamenti                                     | Estats Units         |      |
| Le hussard sur le toit                        | -                           | Jean-Claude Petit                                      | França               |      |
| Nelly et Mr Arnaud                            | -                           | Philippe Sarde                                         | França               |      |
| 1997                                          |                             |                                                        |                      |      |
| Microcosmos : Le Peuple de l'herbe            | -                           | Bruno Coulais                                          | França               |      |
| Les caprices d'un fleuve                      | -                           | René-Marc Bini                                         | França               |      |
| Ridicule                                      | Ridícul                     | Antoine Duhamel                                        | França               |      |
| Un héros très discret                         | -                           | Alexandre Desplat                                      | França               |      |
| 1998                                          |                             |                                                        |                      |      |
| Western                                       | Western                     | Bernardo Sandoval                                      | Espanya              |      |
| Le bossu                                      | -                           | Philippe Sarde                                         | França               |      |
| Le cinquième élément                          | El cinquè element           | Éric Serra                                             | França               |      |
| Marquise                                      | -                           | Jordi Savall i Bernadet                                | Catalunya            |      |
| On connaît la chanson                         | Coneixem la cançó           | Bruno Fontaine                                         | França               |      |
| 1999                                          |                             |                                                        |                      |      |
| Gadjo Dilo                                    | -                           | Tony Gatlif                                            | Algèria              |      |
| Hasards ou coïncidences                       | -                           | Claude Bolling i Francis Lai                           | França               |      |
| Jeanne et le garçon formidable                | Jeanne i el noi formidable  | Philippe Miller                                        | França               |      |
| Taxi                                          | -                           | IAM                                                    | França               |      |

### Dècada de 2000
| Any                                 | Títol original                            | Títol en català                                        | Compositor             | Pais |
| ----------------------------------- | ----------------------------------------- | ------------------------------------------------------ | ---------------------- | ---- |
| 2000                                |                                           |                                                        |                        |      |
| Himalaya l'enfance d'un chef        | -                                         | Bruno Coulais                                          | França                 |      |
| Les enfants du marais               | La fortuna de viure                       | Pierre Bachelet                                        | França                 |      |
| Est-Ouest                           | -                                         | Patrick Doyle                                          | Escòcia                |      |
| Jeanne d'Arc                        | Joana d'Arc                               | Éric Serra                                             | França                 |      |
| 2001                                |                                           |                                                        |                        |      |
| Vengo                               | -                                         | Tony Gatlif, Cheikh Ahmad Al-Tûni, La Caíta i Tomatito | Algèria Egipte Espanya |      |
| Harry, un ami qui vous veut du bien | Harry, un amic que us estima              | David Whitaker                                         | Regne Unit             |      |
| Les rivières pourpres               | Els rius de color porpra                  | Bruno Coulais                                          | França                 |      |
| Saint-Cyr                           | -                                         | John Cale                                              | Gal·les                |      |
| 2002                                |                                           |                                                        |                        |      |
| Le fabuleux destin d'Amélie Poulain | Amélie                                    | Yann Tiersen                                           | França                 |      |
| Le Pacte des loups                  | El pacte dels llops                       | Joseph LoDuca                                          | Estats Units           |      |
| Le peuple migrateur                 | -                                         | Bruno Coulais                                          | França                 |      |
| Sur mes lèvres                      | Llegeix-me els llavis                     | Alexandre Desplat                                      | França                 |      |
| 2003                                |                                           |                                                        |                        |      |
| Le pianiste                         | El pianista                               | Wojciech Kilar                                         | Polònia                |      |
| 8 femmes                            | -                                         | Krishna Levy                                           | França                 |      |
| Amen                                | Amen.                                     | Armand Amar                                            | França                 |      |
| Laissez-passer                      | -                                         | Antoine Duhamel                                        | França                 |      |
| 2004                                |                                           |                                                        |                        |      |
| Les Triplettes de Belleville        | -                                         | Benoît Charest                                         | Canadà                 |      |
| Bon Voyage                          | -                                         | Gabriel Yared                                          | Líban                  |      |
| Monsieur N.                         | -                                         | Stephan Eicher                                         | Suïssa                 |      |
| Pas sur la bouche                   | A la boca no                              | Bruno Fontaine                                         | França                 |      |
| 2005                                |                                           |                                                        |                        |      |
| Les choristes                       | -                                         | Bruno Coulais                                          | França                 |      |
| L'équipier                          | -                                         | Nicola Piovani                                         | Itàlia                 |      |
| Exils                               | -                                         | Tony Gatlif i Delphine Mantoulet                       | Algèria França         |      |
| Un long dimanche de fiançailles     | Llarg diumenge de festeig                 | Angelo Badalamenti                                     | Estats Units           |      |
| 2006                                |                                           |                                                        |                        |      |
| De battre mon coeur s'est arrêté    | De tant bategar se m'ha parat el cor      | Alexandre Desplat                                      | França                 |      |
| Joyeux Noël                         | Bon Nadal                                 | Philippe Rombi                                         | França                 |      |
| La marche de l'empereur             | El viatge de l'emperador                  | Émilie Simon                                           | França                 |      |
| Va, vis et deviens                  | Ves-te'n i viu                            | Armand Amar                                            | França                 |      |
| 2007                                |                                           |                                                        |                        |      |
| Ne le dis à personne                | -                                         | Matthieu Chedid                                        | França                 |      |
| Azur et Asmar                       | Azur i Asmar                              | Gabriel Yared                                          | Líban                  |      |
| Coeurs                              | -                                         | Mark Snow                                              | Estats Units           |      |
| Indigènes                           | Dies de glòria                            | Armand Amar                                            | França                 |      |
| La tourneuse de pages               | L'última nota                             | Jérôme Lemonnier                                       | França                 |      |
| 2008                                |                                           |                                                        |                        |      |
| Les chansons d'amour                | Les chansons d'amour                      | Alex Beaupain                                          | França                 |      |
| L'ennemi intime                     | -                                         | Alexandre Desplat                                      | França                 |      |
| Faut que ça danse !                 | -                                         | Archie Shepp                                           | Estats Units           |      |
| Persépolis                          | Persèpolis                                | Olivier Bernet                                         | França                 |      |
| Un secret                           | -                                         | Zbigniew Preisner                                      | Polònia                |      |
| 2009                                |                                           |                                                        |                        |      |
| Séraphine                           | Séraphine                                 | Michael Galasso                                        | Estats Units           |      |
| Faubourg 36                         | -                                         | Reinhardt Wagner                                       | França                 |      |
| Il y a longtemps que je t'aime      | Fa molt de temps que t'estimo             | Jean-Louis Aubert                                      | França                 |      |
| Mesrine                             | Mesrine                                   | Marco Beltrami i Marcus Trumpp                         | Estats Units Alemanya  |      |
| Le premier jour du reste de ta vie  | El primer dia de la resta de la teva vida | Sinclair                                               | França                 |      |

### Dècada de 2010
| Any                                        | Títol original                     | Títol en català                                 | Compositor     | Pais |
| ------------------------------------------ | ---------------------------------- | ----------------------------------------------- | -------------- | ---- |
| 2010                                       |                                    |                                                 |                |      |
| Le Concert                                 | El concert                         | Armand Amar                                     | França         |      |
| À l'Origine                                | -                                  | Cliff Martinez                                  | Estats Units   |      |
| Non ma fille, tu n'iras pas danser         | Non ma fille, tu n'iras pas danser | Alex Beaupain                                   | França         |      |
| Un prophète                                | Un profeta                         | Alexandre Desplat                               | França         |      |
| Welcome                                    | Welcome                            | Nicola Piovani                                  | Itàlia         |      |
| 2011                                       |                                    |                                                 |                |      |
| The Ghost Writer                           | L'escriptor                        | Alexandre Desplat                               | França         |      |
| L'arbre                                    | L'arbre                            | Grégoire Hetzel                                 | França         |      |
| Bus Palladium                              | -                                  | Yarol Poupaud                                   | França         |      |
| Liberté                                    | -                                  | Tony Gatlif i Delphine Mantoulet                | Algèria França |      |
| Océans                                     | Oceans                             | Bruno Coulais                                   | França         |      |
| La princesse de Montpensier                | -                                  | Philippe Sarde                                  | França         |      |
| 2012                                       |                                    |                                                 |                |      |
| The Artist                                 | The Artist                         | Ludovic Bource                                  | França         |      |
| L'Apollonide, souvenirs de la maison close | -                                  | Bertrand Bonello                                | França         |      |
| Les bien-aimés                             | -                                  | Alex Beaupain                                   | França         |      |
| L'exercice de l'Etat                       | -                                  | Philippe Schoelle                               | França         |      |
| Un Monstre à Paris                         | -                                  | Matthieu Chedid i Patrice Renson                | França         |      |
| 2013                                       |                                    |                                                 |                |      |
| De rouille et d'os                         | De rovell i d'os                   | Alexandre Desplat                               | França         |      |
| Les Adieux à la Reine                      | L'adeu a la reina                  | Bruno Coulais                                   | França         |      |
| Camille Redouble                           | -                                  | Gaëtan Roussel i Joseph Dahan                   | França         |      |
| Dans la maison                             | A la casa                          | Philippe Rombi                                  | França         |      |
| Populaire                                  | -                                  | Robin Coudert i Emmanuel d'Orlando              | França         |      |
| 2014                                       |                                    |                                                 |                |      |
| Michael Kohlhaas                           | -                                  | Martin Wheeler                                  | Regne Unit     |      |
| Alceste à bicyclette                       | Molière en bicicleta               | Jorge Arriagada                                 | Xile           |      |
| Casse-tête chinois                         | Nova vida a Nova York              | Loïk Dury i Christophe Minck                    | França         |      |
| L'Écume des jours                          | -                                  | Étienne Charry                                  | França         |      |
| La Vénus à la fourrure                     | La Venus de les pells              | Alexandre Desplat                               | França         |      |
| 2015                                       |                                    |                                                 |                |      |
| Timbuktu                                   | Timbuktu                           | Amine Bouhafa                                   | Tunísia        |      |
| Bande de filles                            | -                                  | Jean-Baptiste de Laubier                        | França         |      |
| Bird People                                | -                                  | Béatrice Thiriet                                | França         |      |
| Les Combattants                            | -                                  | Lionel Flairs, Benoît Rault i Philippe Deshaies | França         |      |
| Yves Saint Laurent                         | Yves Saint Laurent                 | Ibrahim Maalouf                                 | Líban          |      |
| 2016                                       |                                    |                                                 |                |      |
| Mustang                                    | Mustang                            | Warren Ellis                                    | Austràlia      |      |
| Les Cowboys                                | -                                  | Raphaël Haroche                                 | França         |      |
| En Mai, fais ce qu'il te plaît             | Maig de 1940                       | Ennio Morricone                                 | Itàlia         |      |
| Mon Roi                                    | -                                  | Stephen Warbeck                                 | Regne Unit     |      |
| Trois souvenirs de ma jeunesse             | Trois souvenirs de ma jeunesse     | Grégoire Hetzel                                 | França         |      |
| 2017                                       |                                    |                                                 |                |      |
| Dans les forêts de Sibérie                 | -                                  | Ibrahim Maalouf                                 | Líban          |      |
| Chocolat                                   | Monsieur Chocolat                  | Gabriel Yared                                   | Líban          |      |
| Elle                                       | Elle                               | Anne Dudley                                     | Regne Unit     |      |
| Frantz                                     | Frantz                             | Philippe Rombi                                  | França         |      |
| Ma vie de courgette                        | La vida d'en Carbassó              | Sophie Hunger                                   | Suïssa         |      |
| 2018                                       |                                    |                                                 |                |      |
| 120 battements par minute                  | 120 pulsacions per minut           | Arnaud Rebotini                                 | França         |      |
| Au Revoir là-haut                          | Ens veurem allà dalt               | Christophe Julien                               | França         |      |
| Grave                                      | Grave                              | Jim Williams                                    | Regne Unit     |      |
| Petit paysan                               | Petit Paysan                       | Quentin Lepoutre                                | França         |      |
| Visages Villages                           | Cares i llocs                      | Matthieu Chédid                                 | França         |      |
| 2019                                       |                                    |                                                 |                |      |
| Guy                                        | -                                  | Vincent Blanchard i Romain Greffe               | França         |      |
| Amanda                                     | Amanda                             | Anton Sanko                                     | Estats Units   |      |
| En liberté !                               | En liberté!                        | Camille Bazbaz                                  | França         |      |
| Les Frères Sisters                         | Els germans Sisters                | Alexandre Desplat                               | França         |      |
| Pupille                                    | En bones mans                      | Pascal Sangla                                   | França         |      |
| Un amour impossible                        | Un amour impossible                | Grégoire Hetzel                                 | França         |      |

### Dècada de 2020
| Any                                                                 | Títol original                                                | Títol en català                         | Compositor          | Pais |
| ------------------------------------------------------------------- | ------------------------------------------------------------- | --------------------------------------- | ------------------- | ---- |
| 2020                                                                |                                                               |                                         |                     |      |
| J'ai perdu mon corps                                                | J'ai perdu mon corps                                          | Dan Levy                                | França              |      |
| Atlantique                                                          | Atlantique                                                    | Fatima Al Qadiri                        | Senegal             |      |
| J'Accuse                                                            | L'oficial i l'espia                                           | Alexandre Desplat                       | França              |      |
| Les Misérables                                                      | Els miserables                                                | Marco Casanova i Kim Chapiron           | França              |      |
| Roubaix, une lumière                                                | Roubaix, une lumière                                          | Grégoire Hetzel                         | França              |      |
| 2021                                                                |                                                               |                                         |                     |      |
| La Nuit Venue                                                       | -                                                             | Rone                                    | França              |      |
| Adieu les cons                                                      | Adieu les cons                                                | Christophe Julien                       | França              |      |
| ADN                                                                 | ADN                                                           | Stephen Warbeck                         | Regne Unit          |      |
| Antoinette dans les Cévennes                                        | -                                                             | Matei Bratescot                         | França              |      |
| Été 85                                                              | Été 85                                                        | Jean-Benoît Dunckel                     | França              |      |
| 2022                                                                |                                                               |                                         |                     |      |
| Annette                                                             | Annette                                                       | Ron Mael i Russell Mael                 | Estats Units        |      |
| Bac Nord                                                            | -                                                             | Guillaume Roussel                       | França              |      |
| Boîte noire                                                         | Black Box                                                     | Philippe Rombi                          | França              |      |
| Les Olympiades                                                      | París, districte 13                                           | Rone                                    | França              |      |
| La Panthère des Neiges                                              | -                                                             | Warren Ellis i Nick Cave                | Austràlia           |      |
| 2023                                                                |                                                               |                                         |                     |      |
| À plein temps                                                       | A temps complet                                               | Irène Drésel                            | França              |      |
| Coupez !                                                            | Coupez!                                                       | Alexandre Desplat                       | França              |      |
| L'innocent                                                          | L'innocent                                                    | Grégoire Hetzel                         | França              |      |
| La Nuit du 12                                                       | La nit del 12                                                 | Olivier Marguerit                       | França              |      |
| Pacifiction : Tourment sur les Îles                                 | Pacifiction                                                   | Marc Verdaguer i Joe Robinson           | Catalunya Austràlia |      |
| Les Passagers de la nuit                                            | Els passatgers de la nit                                      | Anton Sanko                             | Estats Units        |      |
| 2024                                                                |                                                               |                                         |                     |      |
| Le Règne animal                                                     | Le Règne animal                                               | Andrea Laszlo De Simone                 | Itàlia              |      |
| L'Amour et les forêts                                               | -                                                             | Gabriel Yared                           | Líban               |      |
| Chien de la casse                                                   | -                                                             | Delphine Malausséna                     | França              |      |
| Disco Boy                                                           | Disco Boy                                                     | Vitalic                                 | França              |      |
| Les Trois Mousquetaires (Partie 1 : D'Artagnan / Partie 2 : Milady) | Els tres mosqueters: D'Artagnan i Els tres mosqueters: Milady | Guillaume Roussel                       | França              |      |
| 2025                                                                |                                                               |                                         |                     |      |
| Emilia Pérez                                                        | Emilia Pérez                                                  | Clément Ducol i Camille                 | França              |      |
| Le Comte de Monte-Cristo                                            | El comte de Montecristo                                       | Jérôme Rebotier                         | França              |      |
| L'Amour ouf                                                         | -                                                             | Jon Brion                               | Estats Units        |      |
| La plus précieuse des marchandises                                  | -                                                             | Alexandre Desplat                       | França              |      |
| Vingt Dieux                                                         | -                                                             | Linda Courvoisier i Charlie Courvoisier | França              |      |

## Estadístiques

### Els més premiats
| Premis | Nom               | Anys             | Detalls        |
| ------ | ----------------- | ---------------- | -------------- |
| 3      | Alexandre Desplat | 2006, 2011, 2013 | 12 nominacions |
| 3      | Georges Delerue   | 1979, 1980, 1981 | 8 nominacions  |
| 3      | Bruno Coulais     | 1997, 2000, 2005 | 7 nominacions  |
| 3      | Michel Portal     | 1983, 1985, 1988 | 4 nominacions  |
| 2      | Vladimir Cosma    | 1982, 1984       | 6 nominacions  |
| 2      | Zbigniew Preisner | 1995, 1996       | 5 nominacions  |
| 2      | Toni Gatlif       | 1999, 2001       | 4 nominacions  |

### Els més nominats
| Nominacions | Nom               | Anys                                                                   | Detalls   |
| ----------- | ----------------- | ---------------------------------------------------------------------- | --------- |
| 12          | Alexandre Desplat | 1997, 2002, 2006, 2008, 2010, 2011, 2013, 2014, 2019, 2020, 2023, 2025 | 3 premis  |
| 10          | Philippe Sarde    | 1977, 1978, 1979, 1980, 1982, 1988, 1995, 1996, 1998, 2011             | 1 premi   |
| 8           | Georges Delerue   | 1977 (2 candidatures), 1979, 1980, 1981, 1983, 1984, 1993              | 3 premis  |
| 8           | Gabriel Yared     | 1987, 1988, 1989, 1993, 2004, 2007, 2017, 2024                         | 1 premi   |
| 7           | Bruno Coulais     | 1997, 2000, 2001, 2002, 2005, 2011, 2013                               | 3 premis  |
| 6           | Vladimir Cosma    | 1978, 1980, 1982, 1983, 1984, 1991                                     | 2 premis  |
| 6           | Éric Serra        | 1986, 1989, 1991, 1995, 1998, 2000                                     | 1 premi   |
| 5           | Zbigniew Preisner | 1992, 1994, 1995, 1996, 2008                                           | 2 premis  |
| 5           | Serge Gainsbourg  | 1977, 1981, 1984, 1987, 1996                                           | 1 premi   |
| 5           | Antoine Duhamel   | 1976, 1979, 1981, 1997, 2003                                           | Cap premi |
| 5           | Francis Lai       | 1978, 1982, 1983, 1989, 1999                                           | Cap premi |
| 5           | Grégoire Hetzel   | 2011, 2016, 2019, 2020, 2023                                           | Cap premi |